# Polygala macrostachya
Polygala macrostachya är en jungfrulinsväxtart som beskrevs av Chod.. Polygala macrostachya ingår i släktet jungfrulinssläktet, och familjen jungfrulinsväxter. Inga underarter finns listade i Catalogue of Life.